# فيليب هوسبيك
فيليب هوسبيك (بالألمانية: Philipp Huspek)‏ (5 فبراير 1991 بالنمسا - ) هو لاعب كرة قدم نمساوي في مركز الهجوم. لعب مع رابيد فيينا وشتورم غراتس ولاسك لينتس ونادي غروديغ ونادي رييد وFC Blau-Weiß Linz ‏.

## وصلات خارجية
- فيليب هوسبيك على موقع قاعدة بيانات كرة القدم.إي يو (الإنجليزية)
- فيليب هوسبيك على موقع بيانات كرة القدم. دي إي (الألمانية)
- فيليب هوسبيك على موقع Soccerway.com (الإنجليزية)
- فيليب هوسبيك على موقع عالم كرة القدم.نت (الإنجليزية)
- فيليب هوسبيك على موقع AS.com (الإسبانية)